# Charis cleodora
Charis cleodora är en fjärilsart som beskrevs av Jean Baptiste Godart 1824. Charis cleodora ingår i släktet Charis och familjen Riodinidae. Inga underarter finns listade i Catalogue of Life.